# Фридерика Саксен-Гота-Альтенбургская (1715—1775)
Фридерика Саксен-Гота-Альтенбургская (нем. Friederike von Sachsen-Gotha-Altenburg; 17 июля 1715, Гота — 12 мая 1775, Лангензальца) — принцесса Саксен-Гота-Альтенбургская, в замужестве последняя герцогиня Саксен-Вейсенфельсская.

## Биография
Фридерика — дочь герцога Фридриха II Саксен-Гота-Альтенбургского и его супруги Магдалены Августы Ангальт-Цербстской, дочери князя Карла Вильгельма Ангальт-Цербстского. 27 ноября 1734 года в Альтенбурге Фридерика вышла замуж за герцога Саксен-Вейсенфельса Иоганна Адольфа II. Четыре сына, рождённых в этом браке, умерли ещё в младенчестве, что привело к угасанию династии Саксен-Вейсенфельса. Фридерика похоронена в церкви Ной-Августусбурга в Вайсенфельсе.

## Потомки
- Карл Фридрих Адольф (1736—1737), наследный принц Саксен-Вейсенфельсский
- Иоганн Адольф (1738), наследный принц Саксен-Вейсенфельсский
- Август Адольф (1739—1740), наследный принц Саксен-Вейсенфельсский
- Иоганн Георг Адольф (1740—1740), наследный принц Саксен-Вейсенфельсский
- Фридерика Адольфина (1741—1751), принцесса Саксен-Вейсенфельсская